# پورای (استان اشوی‌داشکسیه)
پورای (به لهستانی: Poraj) یک منطقهٔ مسکونی در لهستان است که در گمینا کونگسکیه واقع شده‌است. پورای ۴۰ نفر جمعیت دارد.